# Casa Rietveld Schröder
La casa Rietveld Schröder (en holandés: Rietveld Schröderhuis) (también conocida como la Casa Schröder) situada en Utrecht (Países Bajos) fue construida en 1924 por Gerrit Rietveld y Truus Schröder-Schrader, quien encargó el proyecto para lo que fue su residencia, y la de sus tres hijos, hasta su muerte en 1985. El requisito principal era un diseño preferiblemente sin paredes.
La casa, uno de los mejores ejemplos conocidos del estilo de De Stijl, fue restaurada por Bertus Mulder y actualmente es un museo. En el año 2000 fue incluida por la Unesco en la lista de Patrimonio de la Humanidad.

## Arquitectura

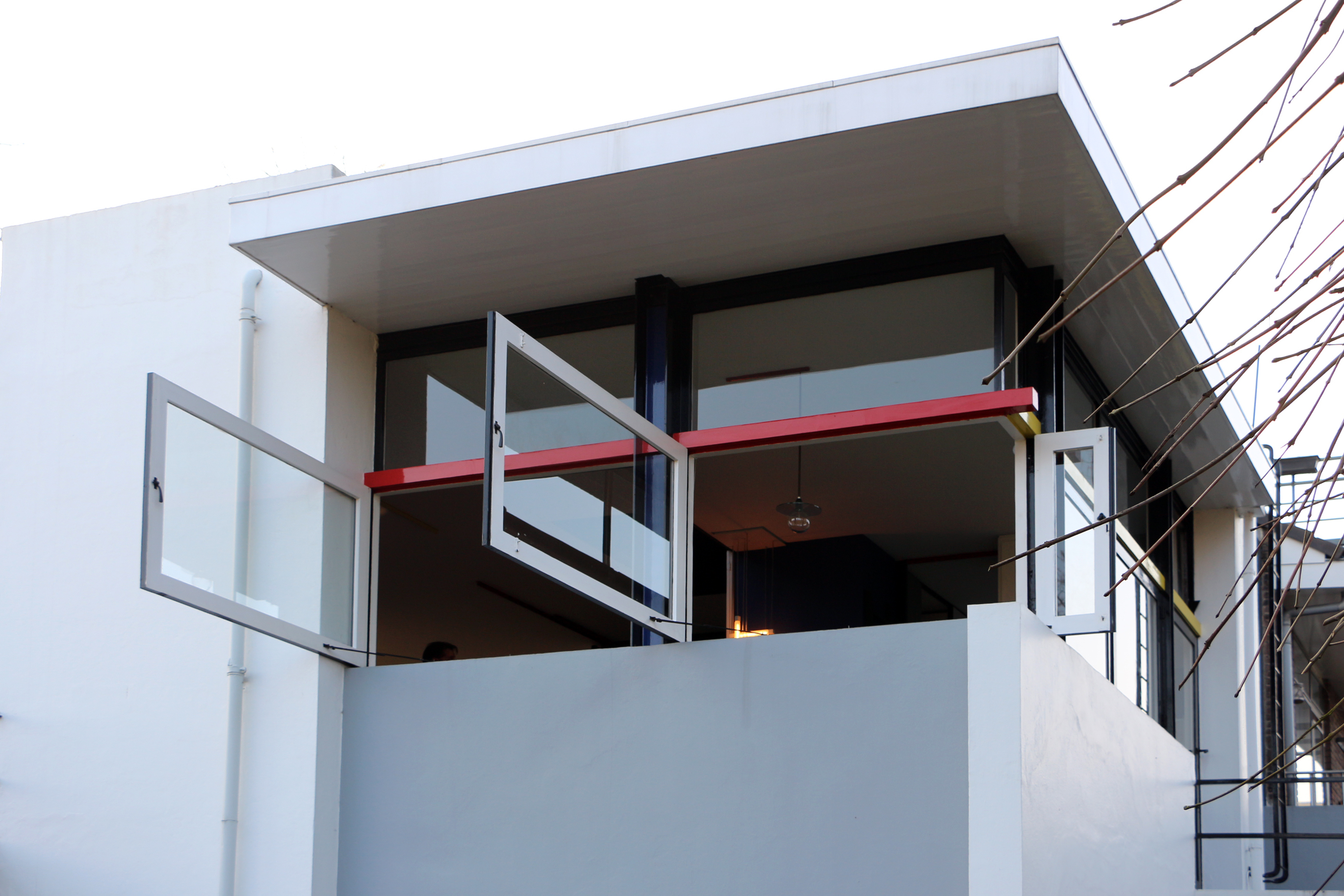
Casa Rietveld Schröder.

La Casa de Rietveld Schröder constituye tanto por dentro como fuera una ruptura radical con toda la arquitectura anterior. La casa de dos plantas se construye en el extremo de una manzana de viviendas, pero no hace ningún intento por relacionarse con las edificaciones del entorno. 
Al interior no hay una acumulación estática de las habitaciones, sino una dinámica y cambiante zona abierta. La planta baja todavía se puede entender como tradicional, donde oscilando en torno a la escalera central se sitúan la cocina y tres dormitorios. El salón se sitúa arriba, como un ático, para satisfacer las exigencias del encargo; de hecho forma una gran zona abierta a excepción de un aseo y un baño. Rietveld quería dejar dicha planta tal cual, sin embargo la Sra. Schröder consideró que como espacio vividero debía ser utilizable en cualquier forma, tanto abierta como subdividida. Esto se logró con un sistema de paneles deslizantes y giratorios, lo que permite que cuando está completamente dividida, se componga de tres dormitorios, baño y salón. Este sistema de paneles genera una gran variedad de permutaciones, cada uno de ellos con su propia experiencia espacial. 
Las fachadas son un collage de planos y líneas cuyos componentes están separados a propósito y parecen deslizarse pasando unos de otros. Esto permitió la creación de varios balcones. Como en la silla Roja y Azul, cada componente tiene su propia forma, posición y color. Los colores fueron elegidos para fortalecer la plasticidad de las fachadas, así utiliza superficies en blanco y tonos gris, ventana y puertas en negro, y una serie de elementos lineales en colores primarios.
"La casa Schröder compone una figura compleja y singular. Su diseño canaliza las aspiraciones de la vanguardia plástica y conforma un hito indeleble de la historia artística de la época.". 
El propio Rietveld, en 1963, escribió sobre la casa: “sin preocuparnos por adaptar de algún modo la casa a las construcciones tradicionales de los Prins Hendriklaan, nos limitamos a unirla a la casa adyacente. Era lo mejor que podíamos hacer: destacarla en un contraste lo más fuerte posible. Lógicamente era muy difícil ajustar esta idea al código constructivo local. Por esa razón, la casa presenta, en su piso bajo, una disposición bastante tradicional, es decir, con sus muros fijos; en el nivel superior, sin embargo, simplemente añadimos un ático, y en él hicimos la casa que queríamos hacer”.